# Jump Bug
Jump Bug é um jogo eletrônico de arcade lançado em 1981, cinco meses após o lançamento do jogo Donkey Kong. Foi desenvolvido pela empresa japonesa Alpha Denshi, sob o contrato de Hoei/Coreland. Na história ds games, Jump Bug foi o 1º jogo de plataforma a introduzir a rolagem nos cenários.

## Jogabilidade
O jogador dirije constantemente o fusca vermelho saltitante enquanto precisa desviar os obstácilos das cidades, das pirâmides e até dos obstáculos submarinos. O jogador pode disparar em vários inimigos que aparece em cada fase. Cada vez que o jogador dispara em vários inimigos, encontra tesouro e pula emcima das núvens, os pontos são ganhos.